# Сенеш, Хана
Ха́на Се́неш (венг. Szenes Hanna, ивр. חנה סנש‎, 17 июля 1921, Будапешт — 7 ноября 1944, Будапешт) — венгерская и еврейская поэтесса, сионистка, партизанка Второй мировой войны, национальная героиня Израиля.
Родилась и выросла в Венгрии в ассимилированной еврейской семье. После окончания гимназии в 18 лет уехала в Подмандатную Палестину. Во время войны в составе группы еврейских парашютистов заброшена в немецкий тыл по заданию британского командования. Была арестована и расстреляна нацистами в Будапеште. В 1950 году её останки были торжественно перезахоронены в Израиле. Стихи Ханы Сенеш стали частью израильского фольклора, а её образ канонизирован в национальном еврейском самосознании.

## Биография

### Происхождение

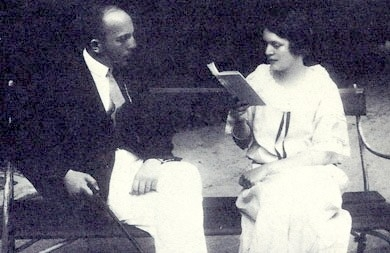
Родители Ханы — Бела и Каталин Сенеш

Хана Сенеш родилась в Будапеште 17 июля 1921 года в еврейской семье с литературными традициями.
Её отец — Бела Сенеш (имя при рождении Самуил Шлезингер, 1894—1927) — был писателем и драматургом. Брат отца — венгерский поэт и переводчик Андор Сенеш (1899—1935), отец писателя, драматурга и поэта-песенника Ивана Сенеша (1924—2010, его дочь Андреа Сенеш — телеведущая).
Мать — Каталин Сенеш (Szenes Kató, урождённая Каталин Зальцбергер, 1896—1992) — родилась в посёлке Яношхаза в Западной Венгрии. Её родители — Фаль Зальцбергер (урождённая Йозефина Апфель, 1867—1937) и Леопольд Зальцбергер (1851—1905) были хорошо образованными людьми, интересовались музыкой и литературой.
После завершения учёбы в Вене в 1919 году Каталин вышла замуж за Белу Сенеша. Они принадлежали к среднему классу, у них был дом в Будапеште. Сын Дьёрдь (Гиора) родился за год до Ханы, в 1920 году. 26 мая 1927 года Бела Сенеш умер от сердечного приступа, и Каталин растила детей одна. Йозефина (в доме её звали «бабушка Фина») жила вместе с семьёй Сенеш, и Хана была очень привязана к ней. Бабушка умерла 28 июля 1937 года.

### Детство в Венгрии

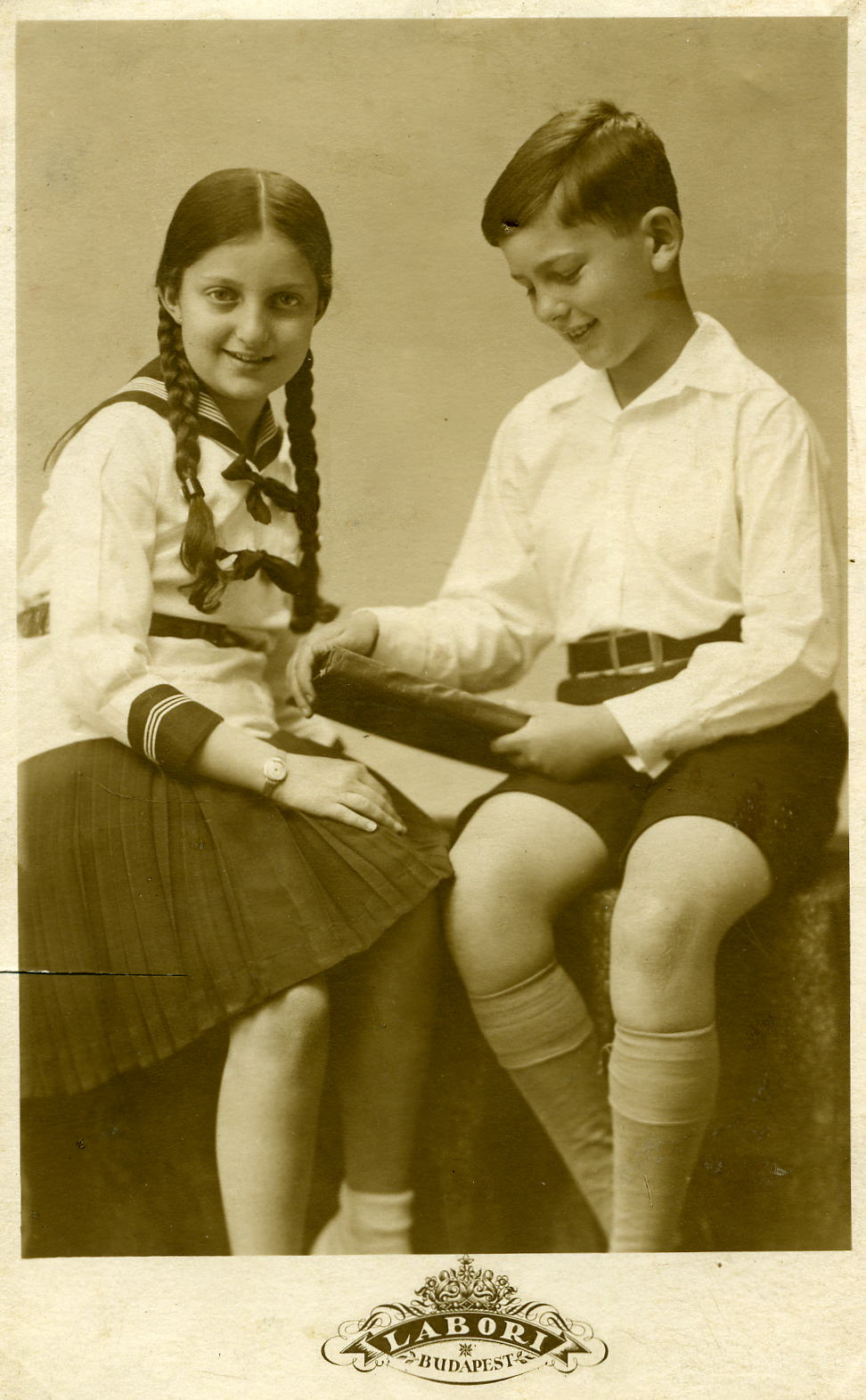
Хана и Гиора Сенеш, Будапешт, 1933

Хана начала писать стихи в 6 или 7 лет. В одной из местных газет её назвали «большой надеждой венгерской поэзии». В 1934 году в 13 лет Хана начала вести дневник, в котором записывала свои стихи и размышления о жизни. До апреля 1939 года она писала по-венгерски, затем вперемешку на иврите и венгерском. После переезда в Палестину с июля 1940 года полностью перешла на иврит. В том же году появилось первое стихотворение на иврите. Дневник Хана вела до 1943 года.
Окончив с отличием начальную школу, в 1931 году Хана поступила в женскую гимназию, где католики платили за обучение детей вдвое больше, чем лютеране, а евреи — втрое больше. Учитывая особый литературный талант Ханы, ей сделали скидку в оплате. С 11 лет Хана отличалась тем, что помогала готовить уроки подругам, а впоследствии занялась репетиторством.
В 1937 году она была избрана председателем школьного литературного кружка, однако под давлением учеников, считавших, что такую должность могут занимать только Христиане, результаты выборов отменили. Это произвело на неё сильное впечатление. 16 сентября она записала в своём дневнике:
Если бы я до этого не была избрана, я не сказала бы ни слова. Но в данном случае мне было нанесено открытое оскорбление. Я решила не участвовать больше в работе кружка и не интересоваться его делами
В 1938 году Гиора Сенеш уехал получать высшее инженерное образование во Францию в Сорбонну. Планировалось, что он будет учиться в Вене, но к этому моменту Австрия была оккупирована нацистами. Хана была расстроена его отъездом, но поддержала брата.
Будучи ещё подростком Хана читала классическую и современную литературу и записывала в дневнике свои впечатления. В частности, она читала С. Цвейга, Достоевского, Л. Толстого, Т. Манна и венгерских писателей. Одновременно она размышляла о политике и судьбе еврейского народа.
Эти размышления в атмосфере нараставшего антисемитизма в Венгрии привели к тому, что Хана стала убеждённой сионисткой, учила иврит и участвовала в деятельности еврейских общественных организаций. Реализация сионистской идеи о создании еврейского государства стала для неё важнейшим делом её жизни. На формирование её убеждений оказал влияние главный раввин Будапешта Имре Беночовски. Гимназию она также окончила с отличием и была готова к эмиграции. В марте 1939 года она получила приглашение продолжить учёбу в сельскохозяйственной школе для девушек в Палестине. 17 июля 1939 года она написала в своём дневнике:
Есть лишь одно место на земле, где мы не беженцы и не эмигранты. Это место — наш дом, Эрец-Исраэль

### В Палестине

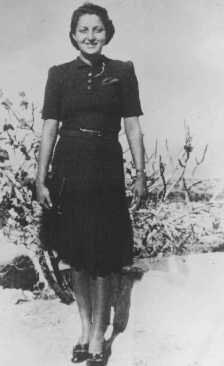
Хана Сенеш в день прибытия в Палестину, 19 сентября 1939 года

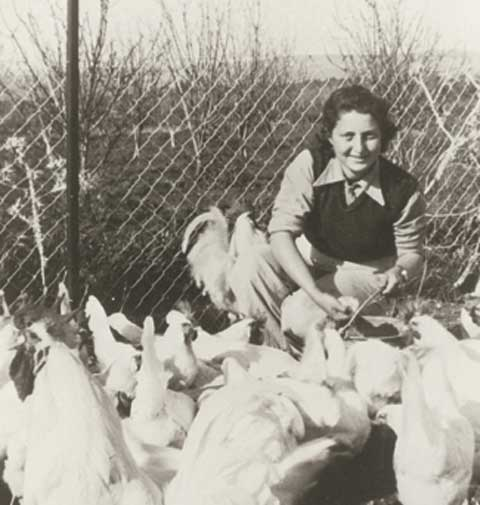
Хана Сенеш в сельскохозяйственной школе «Нахалаль», 1941

19 сентября 1939 года в возрасте 18 лет Хана Сенеш самостоятельно переехала в Палестину. С 21 сентября она приступила к учёбе в сельскохозяйственной школе «Нахалаль», обучение продолжалось два года. Первое стихотворение на иврите она написала в 1940 году.
Бывший узник Освенцима Ференц Патаки утверждает, что в этот период он жил в Палестине и они с Ханой были влюблены друг в друга, однако в дневнике Ханы нет подтверждения этой информации. Она писала, что никаких серьёзных чувств пока ни к одному из своих знакомых не испытывала.
После окончания школы в сентябре 1941 года Хана присоединилась к кибуцному движению в составе молодёжного движения Объединённый кибуц (ха-Кибуц ха-Меухад). 22 декабря 1941 года она стала членом кибуца Сдот-Ям возле Кейсарии, жила и работала в нём до 1943 года. В дневнике она описывала свои впечатления от знакомства с Палестиной и местными евреями, свою работу в кибуце.
Она была возмущена препятствиями, которые чинила британская администрация еврейским беженцам из Европы, не допуская их в Палестину, и писала о массовых протестах еврейского населения против этой политики.
В 1942 году до Палестины начали доходить слухи о массовых расправах с евреями в Европе. Беспокоясь о матери, Хана писала ей, чтобы она как можно скорее постаралась уехать в Палестину. 8 января 1943 года Хана написала в своём дневнике:
Мне вдруг пришла в голову мысль, что я должна вернуться в Венгрию и остаться там, чтобы помочь организации «Алият ха-Ноар» и привезти маму в Израиль
В феврале она стала членом военизированной еврейской организации самообороны Хагана и подала заявление на зачисление добровольцем в качестве члена в отряд парашютистов, которых британская армия готовила к заброске в немецкий тыл в оккупированной Европе. Эта операция была совместным делом Еврейского агентства и британского Управления специальных операций. В июне Хана была вызвана на собеседование в Тель-Авив. 12 июня она была зачислена в состав вспомогательной женской группы Военно-воздушных сил Великобритании и получила конспиративный псевдоним Агарь. Осенью 1943 года она прошла ускоренные курсы радистов в кибуце Рамат ха-Ковеш, затем курсы парашютной подготовки и обращения с различными видами оружия. После прохождения обучения ей было присвоено офицерское звание.
Из 250 добровольцев 110 прошли обучение, 37 было отобрано для выполнения задания. Кроме Ханы, в этой группе были ещё две женщины — Хавива Рейк и Сара Браверман.
В январе 1944 года группа выехала на тренировочную базу британских ВВС в Египте. Один из тех, кто занимался подготовкой парашютистов, Реувен Дафни, рассказывал, что его поразил тот факт, что в группу включена девушка и что именно она во время подготовки и впоследствии в Югославии заражала всю группу убеждённостью в успехе их миссии. По его словам, британские и американские инструкторы также были потрясены присутствием Ханы в команде, отправляющейся в немецкий тыл.
Брат Ханы Гиора иммигрировал из Парижа в Палестину 2 февраля 1944 года, за день до её отъезда на очередную тренировку в Египет и незадолго до её отправки в Европу. Это была их последняя встреча.

### Миссия в Европе и арест

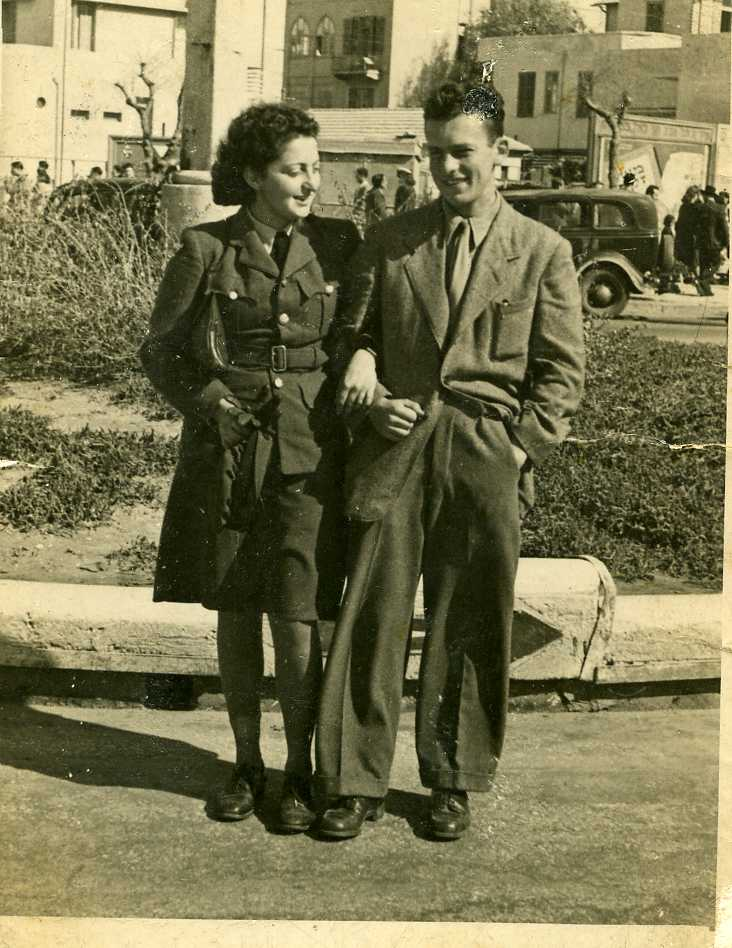
Хана и Гиора Сенеш, февраль 1944 года, Палестина

Первоначально планировалось, что группа Ханы будет десантирована в Венгрии, но в начале марта, с учётом предполагаемой в ближайшее время немецкой оккупации Венгрии, планы были изменены, и группа должна была высадиться в Югославии и затем перейти венгерскую границу. У них были две основные задачи: работа на британскую разведку и помощь местным евреям. В части разведывательной работы они должны были выяснять и сообщать важную информацию о противнике и попытаться найти и освободить пленных британских лётчиков. Помимо этого, они должны были попытаться организовать работу по спасению еврейского населения.
11 марта 1944 года Хана улетела в Италию, откуда 13 марта она вместе с Реувеном Дафни, Йоной Розеном и Абой Бердичевым была заброшена на парашютах на территорию Югославии к партизанам Иосипа Броз Тито. Из-за оккупации Венгрии немецкой армией 19 марта пограничный район был наводнён войсками, и для пересечения границы им пришлось отправиться в другой партизанский отряд за 300 км. В середине апреля к ним присоединились парашютисты Йоэль Палги (Эмиль Нуссбахер) и Перец Гольдштейн. В Венгрию Хане удалось попасть только через 3 месяца.
2 ноября 1944 года британский офицер Билл Тоун, находившийся в Югославии в партизанском отряде, писал друзьям в Иерусалим:

Я был рад встрече с молодой женщиной из Палестины, которая спрыгнула с парашютом возле нашей штаб-квартиры в Словении… Это великая девушка смелая как никто другой. Если вы узнаете, когда она вернётся, пожалуйста, постарайтесь встретиться с ней. Её сопровождали двое мужчин из Палестины. Они молодцы и будут со временем признаны великими героями.
Оригинальный текст (англ.)I had the pleasure of meeting a young woman from Palestine, who parachuted to my headquarters in Slovenia… She was a grand girl and as plucky as anyone could be. Should you hear of her when she returns, please put yourself out to meet her. She was accompanied by two other men from Palestine. They were all excellent and will be regarded as great heroes as time goes on

Поняв, что партизаны не смогут помочь ей попасть в Венгрию, Хана уговорила троих беженцев — двух евреев и одного француза — вернуться в Венгрию вместе с ней. После перехода границы 9 июня 1944 года двое евреев отправились на разведку в венгерскую деревню и были задержаны жандармами, при этом один из евреев застрелился. Жители деревни выдали спрятавшихся Хану и француза. У одного из задержанных полицейские обнаружили наушники и после этого нашли спрятанный Ханой радиопередатчик.

### Следствие, суд и казнь
Из тюрьмы Сомбатхея её отправили в казармы Хадик в Будапеште, где размещалась военная контрразведка, а затем в военную тюрьму на бульваре Маргит. Там Хану подвергли допросам, избиениям и пыткам, требуя рассказать о её задании и выдать код передатчика. При этом побоями и пытками занимались венгерские следователи, а немецкие пытались применять в основном психологическое воздействие. Хана вела себя мужественно. Несмотря на истязания, она не теряла присутствия духа. В тюрьме она написала самоучитель по ивриту.
Каталин Сенеш 17 июня сделали очную ставку с Ханой, требуя повлиять на дочь, чтобы та сотрудничала со следствием. В тот же день Каталин Сенеш также была арестована, и её несколько месяцев держали в той же тюрьме. 23 июня Каталин узнала, что Хана находится рядом. В дальнейшем мать и дочь смогли видеться и общаться. 11 сентября Хану перевели в тюрьму на улице Конти, а 13 сентября Каталин перевели из тюрьмы в концентрационный лагерь Киштарче на окраине Будапешта. В конце сентября лагерь был ликвидирован, и заключённых отпустили. 12 октября Каталин наняла адвоката Андора Селечени для помощи Хане. Её защитой занимался также адвокат Эндре Нанаи.
Селечени уверял Каталин Сенеш, что Хане грозит лишь длительный срок заключения, который будет отменён, как только Венгрия капитулирует перед наступающей Красной армией. Однако роковую роль в её судьбе сыграл государственный переворот в Венгрии 15—16 октября, в результате которого к власти пришла нацистская партия «Скрещённые стрелы» во главе с Ференцем Салаши.
Суд, состоявшийся 28 октября 1944 года, обвинил Хану Сенеш в шпионаже на основании документов следствия военной контрразведки. Основой для обвинения был радиопередатчик, который был найден у неё при аресте. Особый трибунал при начальнике генерального штаба в составе военного юриста капитана Дьюлы Шимона и двоих офицеров без юридического образования приговорил её к смертной казни согласно статье 2 «Закона о национальной обороне» от 1939 года. Обвинение представлял военный юрист Михай Кечкеш. Защитительную речь произнёс Андор Селечени. Помилование ей предложено не было.
Вынесение приговора было отложено на 8 дней. Тем временем мать Каталин Сенеш пыталась встретиться с Дьюлой Шимоном 1, 2 и 3 ноября, чтобы получить разрешение на встречу с Ханой. Однако Дьюла Шимон находился в эти дни вне Будапешта, и, когда они наконец встретились 7 ноября, он сообщил ей, что с 6 ноября дело Ханы Сенеш уже не относится к его компетенции.
7 ноября замминистра обороны и заместитель начальника генерального штаба генерал-полковник Ференц Фекетехальми-Цейднер и начальник Особого трибунала при начальнике генерального штаба подполковник Ласло Дьюре в отсутствие защитника огласили приговор, и Хана была расстреляна в тот же день во внутреннем дворе тюрьмы. Вынесен был официально приговор или нет, неясно, поскольку ни мать, ни адвоката в известность никто не поставил. Документы военного суда, записи адвокатов и архивные бумаги не сохранились.
Перед расстрелом Хане предложили обратиться с просьбой о помиловании и разрешили написать два письма. Просить помилования, как и завязать глаза при расстреле, она отказалась, а одно из писем, адресованное друзьям, гласило:
Идите вперёд, не сходите с нашего пути. Боритесь до конца, пока не наступит день свободы, день победы нашего народа
Дьюла Шимон сказал Каталин Сенеш, что её дочь «до последней минуты сохраняла мужество и твёрдость характера».

## После освобождения Венгрии

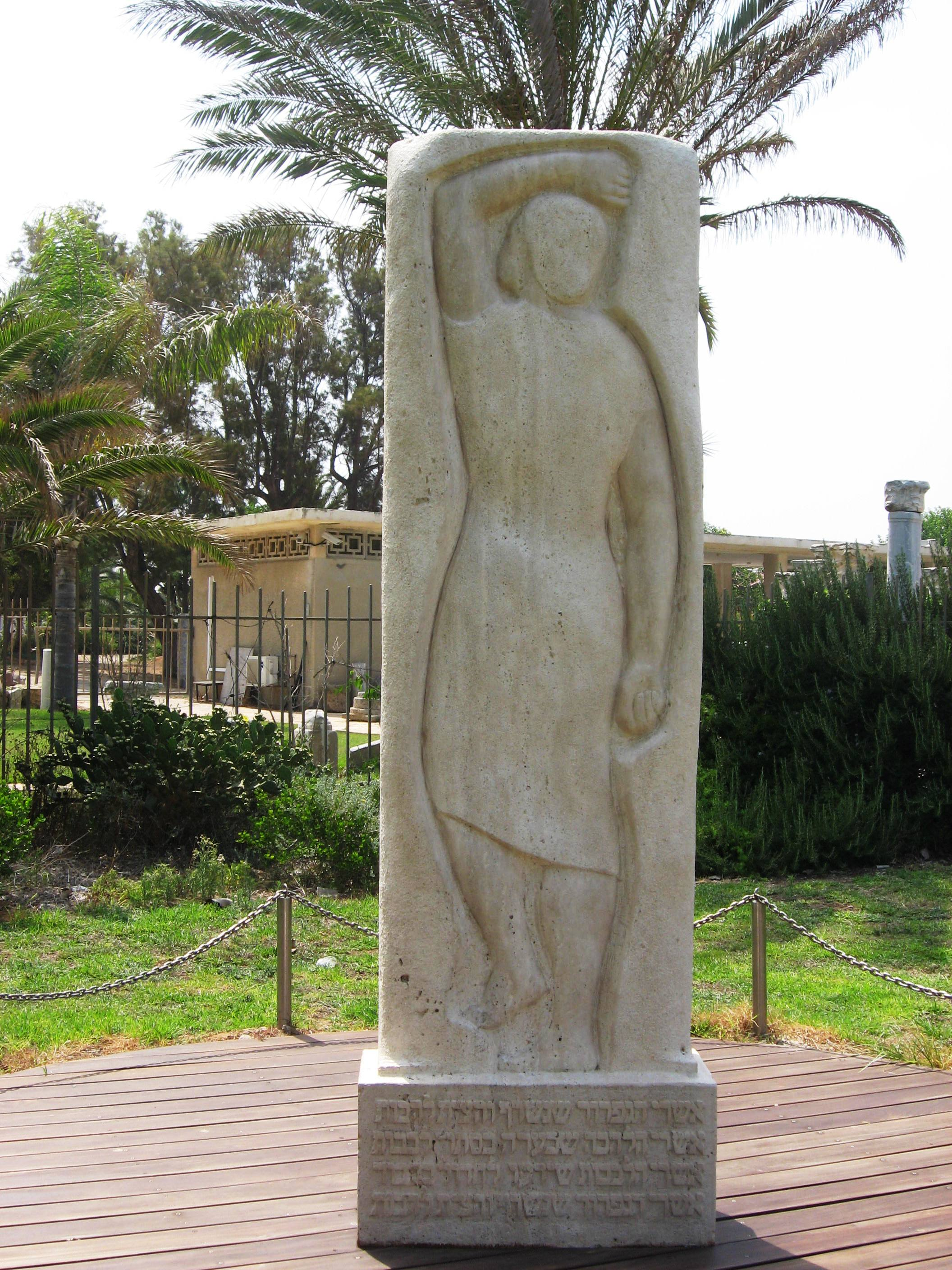
Памятник Хане Сенеш в кибуце Сдот-Ям

После того как весной 1945 года Красная армия вошла в Будапешт, Каталин Сенеш начала поиски могилы дочери. Специалист по венгерской литературе и искусству доктор Анна Салаи утверждает, что «только один христианин знал точное местонахождение могилы Сенеш на еврейском кладбище в Будапеште, и он отвёл её мать к месту захоронения». Найдя могилу Ханы, Каталин Сенеш заказала установку памятника местному скульптору.
В июле 1945 года с помощью одного из оставшихся в живых парашютистов Йоэля Палги Каталин Сенеш уехала в Палестину через Румынию. Она прибыла в Палестину в октябре 1945 года. Каталин умерла в Израиле в 1992 году в возрасте 96 лет, прожив последние годы жизни в доме престарелых. Гиора Сенеш жил в Израиле в Хайфе, у него два сына: Эйтан и Давид и внучка Деганит. Гиора скончался в 1995 году.

### Преследование Дьюлы Шимона
Те, кто судил Хану Сенеш, после были подвергнуты уголовному преследованию за военные преступления. Основанием для этого являлось сначала постановление номер 81/1945 (II. 5.) ME, на основе которого были созданы народные суды в качестве чрезвычайных особых трибуналов. Позже это постановление получило силу закона приложением номер 1 закона VII 1945 года.
После Второй мировой войны друзья Ханы Сенеш и её родственники обвиняли капитана военного юриста Дьюлу Шимона в её смерти. Позже появился вопрос ответственности и полковника военного юриста Йожефа Бабоша. Но поскольку после немецкой оккупации Венгрии он был отправлен в отставку, вопрос о его ответственности был снят.
Каталин Сенеш потребовала привлечь Дьюлу Шимона к уголовной ответственности. Политический отдел Будапештского главного полицейского управления Венгерской государственной полиции на основе заявления Каталин Сенеш арестовал Дьюлу Шимона 28 декабря 1945 года.
Согласно обвинительному акту, опубликованному ранней осенью 1946 года, на основе параграфа 5 и пункта 2 параграфа 15 закона 11 о народных судах Дьюла Шимон обвинялся в военном и антинародном преступлениях. Среди обвинений было указано, что он руководил судебным процессом над старшим лейтенантом британской армии Ханой Сенеш 28 октября 1944 года и участвовал в вынесении смертного приговора с нарушением международного права. В ходе разбирательства Дьюла Шимон отрицал преступления, в которых его обвиняли. Суд первой инстанции оправдал Дьюлу Шимона по обвинению в антинародном преступлении, но признал его виновным в военном преступлении и на основе пунктов 7 и 8 параграфа 1, пункта б параграфа 11 закона о народных судах и параграфа 92 Уголовного кодекса вынес приговор о его тюремном заключении сроком на один год, а также о лишении политических прав сроком на пять лет и отстранении от должности. Дьюла Шимон был освобождён из тюрьмы 21 сентября 1946 года в день оглашения приговора суда первой инстанции, причина досрочного освобождения неизвестна.
На приговор была подана кассация прокурора, и дело вновь поступило на судебное рассмотрение. При этом выяснилось, что подлинные процессуальные бумаги дела против Ханы Сенеш исчезли, а Дьюла Шимон перестал являться по вызовам суда. За военное преступление, связанное с казнью Ханы Сенеш, трибунал заочно на основе пункта 5 параграфа 11 закона о народных судах приговорил Дьюлу Шимона к семилетнему тюремному заключению, отстранению от должности и лишению пенсии, а также к лишению политических прав сроком на десять лет.
Дьюла Шимон не был задержан ни тогда, ни позже. Последний раз его видели в Венгрии у вокзала в Сомбатхее 25 ноября 1946 года. Последняя запись, связанная с его розысками, датируется 8 октября 1970 года. Главная военная прокуратура запросила документы процесса народного суда 29 июня 1993 г. предположительно с целью нового юридического процесса. Вероятно, Дьюла Шимон покинул Венгрию в последние недели 1946 года и, избежав наказания, умер за границей.

### Вопрос об оправдании и награждении Ханы Сенеш в Венгрии
Британское представительство Союзной контрольной комиссии в Будапеште официально обратилось к венгерскому Министерству обороны по делу Ханы Сенеш 3 мая 1945 года. По этому запросу, согласно предложению комиссии, награждающей за заслуги перед демократической Венгрией, президиум Министерства обороны предложил 4 октября 1945 года, чтобы Совет министров присвоил старшему лейтенанту Хане Сенеш (в документе было ошибочное имя Этелька) звание капитана запаса. Предложение не попало на рассмотрение Совета министров, потому что в венгерской армии отсутствовало женское звание капитан запаса. 30 ноября снова было выдвинуто предложение оценить заслуги Ханы Сенеш и наградить её. Однако процесс тогда окончательно прекратился, и 25 октября 1949 года дело было закрыто с примечанием «Уже не актуально».
Более того, обвинительный приговор Хане Сенеш не был отменён за весь период коммунистического режима в Венгрии. Лишь в июле 1993 года по запросу правительства Израиля венгерский военный трибунал пересмотрел дело Ханы Сенеш. 5 ноября 1993 года на церемонии в Тель-Авиве посол Венгрии передал семье Ханы Сенеш решение о реабилитации и снятии с неё всех обвинений. В церемонии принял участие премьер-министр Израиля Ицхак Рабин.

## Литературное наследие
Несмотря на то, что творческий период поэтессы был очень коротким, её стихи приобрели широкую известность и популярность в Израиле и фактически стали частью национального фольклора. Наиболее известное стихотворение, написанное 14 ноября 1942 года и вошедшее в хрестоматию израильской поэзии, — «По дороге в Кейсарию» (ивр. הליכה לקיסריה‎ — Алиха ле-Кейсария). На эти стихи Давидом Зеэви в 1945 году была написана песня «Мой Бог, мой Бог…» (ивр. אלי אלי‎ — Эли, Эли…).
| Иврит          | Транслитерация         | Перевод                  |
| -------------- | ---------------------- | ------------------------ |
| אלי אלי        | Эли́. Эли́…              | Мой Бог, мой Бог         |
| שלא יגמר לעולם | Шэ-ло йигамэ́р ле-ола́м: | Останутся пусть навсегда |
| החול והים      | А-холь вэ-а-я́м,        | Песок и море             |
| רשרוש של המים  | Ришру́ш шэль а-ма́им,    | Плеск воды               |
| ברק השמיים     | Бэра́к а-шама́йим -      | Блеск молний небесных,   |
| תפילת האדם     | Тфила́т а-ада́м          | Молитва человека         |

Литературовед Шуламит Шалит пишет, что к словам «Э-ли, Э-ли», повторяемым в начале песни, «не требуется даже нотной записи, сами звуки — музыка…» и что неожиданное сочетание «ришруш шель а-маим» (ришруш — шуршание, шорох) применённое не к деревьям и листве, а к волнам, «даёт осязаемое ощущение шороха воды по гальке, воды, откатывающейся обратно в море… Этого звука, этого чуда в переводах на русский никому не удаётся передать…». Исследование, проведённое в 2009 году, показало, что это самая популярная в Израиле песня о Холокосте.

Строки стихотворения «Благословенна спичка…» на иврите, записанные рукой Ханы Сенеш.
Югославия, 2 мая 1944

Весной 1944 года в партизанском отряде в Югославии Хана познакомилась с еврейской девочкой, которая поседела от пережитых ею событий. Этой девочке она посвятила стихотворение «Благословенна спичка» (ивр. אַשְׁרֵי הַגַּפְרוּר‎, Ашрей ха-гафрур), которое также стало популярной в Израиле песней.
| Иврит             | Транслитерация            | Перевод                               |
| ----------------- | ------------------------- | ------------------------------------- |
| אַשְׁרֵי הַגַּפְרוּר שֶׁנִּשְׂרַף | Ашре́й ха-гафру́р ше-нисра́ф | Благословенна спичка, которая сгорела |
| וְהִצִּית לֶהָבוֹת,      | ве-хици́т леаво́т,          | и зажгла пламя,                       |
| אַשְׁרֵי הַלְּהָבָה שֶׁבָּעֲרָה  | Ашре́й ха-леава́ ше-баара́   | Благословенно пламя, горевшее         |
| בְּסִתְרֵי לְבָבוֹת       | беситре́й леваво́т          | в глубине сердец.                     |
| אַשְׁרֵי הַלְבָבוֹת שֶׁיָדְעוּ | Ашре́й ха-леваво́т ше-йаду́  | Благословенны сердца, знающие, как    |
| לַחְדֹל בְּכָבוֹד…       | лахдо́ль бе-каво́д…         | достойно остановиться.                |
| אַשְׁרֵי הַגַּפְרוּר שֶׁנִּשְׂרַף | Ашре́й ха-гафру́р ше-нисра́ф | Благословенна спичка, которая сгорела |
| וְהִצִּית לֶהָבוֹת.      | ве-хици́т леаво́т           | и зажгла пламя.                       |

Последнее из ставшим известных стихотворений Сенеш было написано ею 20 июня 1944 года в тюремной камере и найдено после её гибели в её одежде:
| Иврит                             | Транслитерация                        | Перевод                                  |
| --------------------------------- | ------------------------------------- | ---------------------------------------- |
| אחד — שנים — שלשה… שמונה האורך    | Эха́д — шна́им — шлоша́… Шмона́ ха-о́рех   | Шаг, два, три шага… восемь — в длину     |
| — שני צעדים הוא רוחב הצלע         | Шней цеади́м ху ро́хав ха-це́ла —        | И два в ширину. Таковы границы.          |
| .החיים מרפרפים בסימן שאלה         | Ха-хайи́м мерафрефи́м бе-сима́н шеэла́    | На волоске моя жизнь повисает и длится — |
| אחד — שנים — שלשה … אולי עוד שבוע | Эха́д — шна́им — шлоша́… Ула́й од шаву́а   | День, два, три… ну, неделя… Быть может   |
| .או סוף הירח ימצאני פה עדיין      | О соф ха-йе́рах йимцеэ́ни по ада́ин      | Месяц июль меня здесь застанет.          |
| .אך ממעל לראשי — האין             | Ах ми-ма́аль ле-роши́ — ха-а́ин          | Небытие — у виска. Пустота подступает.   |
| כעת בחודש יולי בת כ"ג אהי         | Ка-э́т ба-хо́деш ю́ли бат каф-ги́мель эхи́ | Двадцать три мне исполнилось бы в июле.  |
| במשחק נועז עלי מספר עמדתי         | Бе-мисха́к ноа́з ала́й миспа́р ама́дти     | В дерзких играх брала я отвагой, бывало. |
| .הקוביה כרכרה, הפסדתי             | Ха-кубия́ киркера́, хифса́дти.           | Кубик нечетом выпал. И я проиграла.      |

Литературное наследие Ханы Сенеш составляет около 40 стихотворений, дневник, который она вела почти 10 лет, пьеса «Скрипка», ряд статей и текстов публичных выступлений. Стихи Ханы Сенеш включаются в школьные программы не только в Израиле, но и в диаспоре. Филолог и историк литературы Галина Подольская пишет, что
Хана Сенеш осталась в ивритской поэзии, как «свет лица дорогого» «в наш огненный век», отточивший черты человека…

## Память

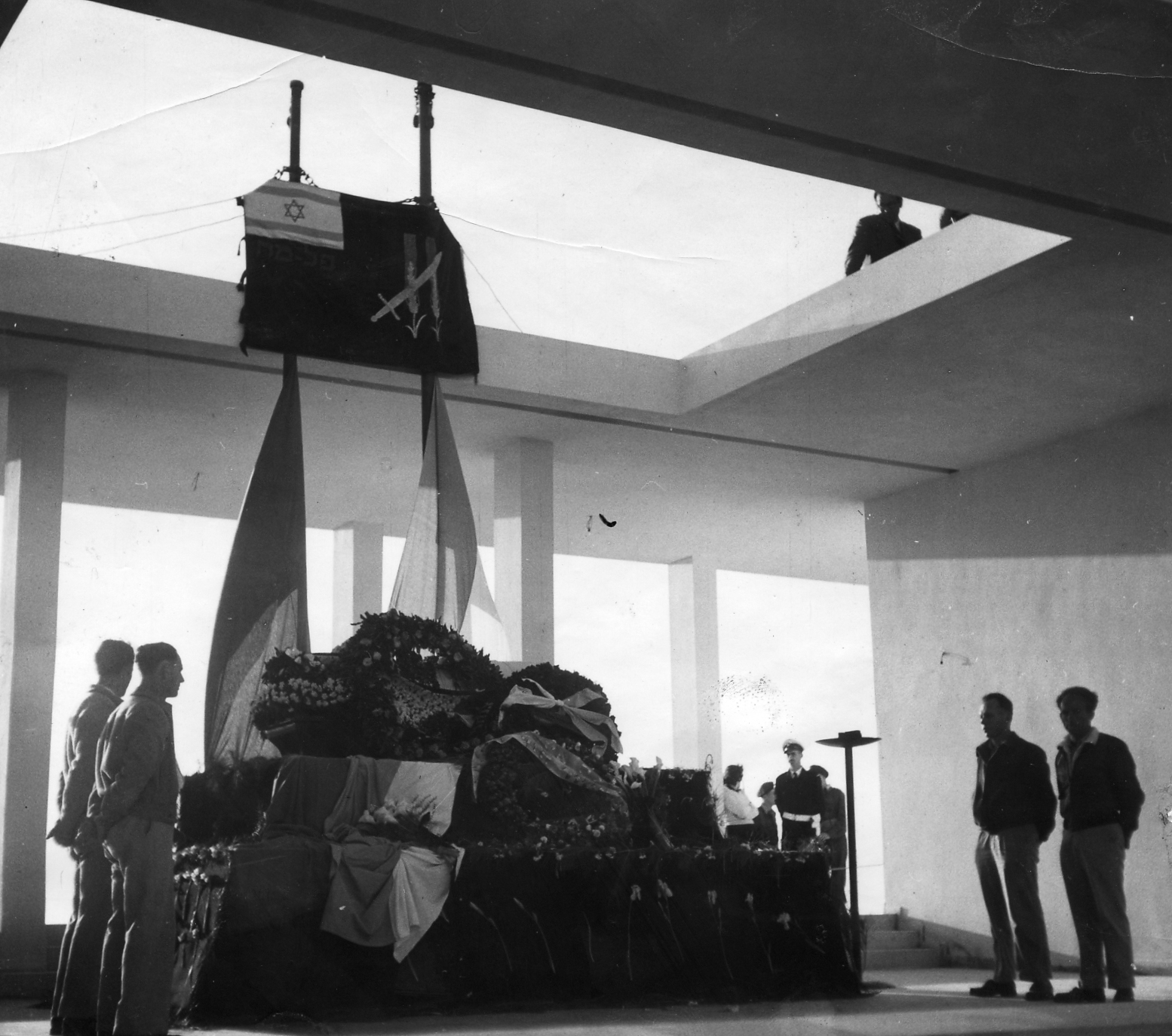
Церемония перезахоронения праха Ханы Сенеш, 1950

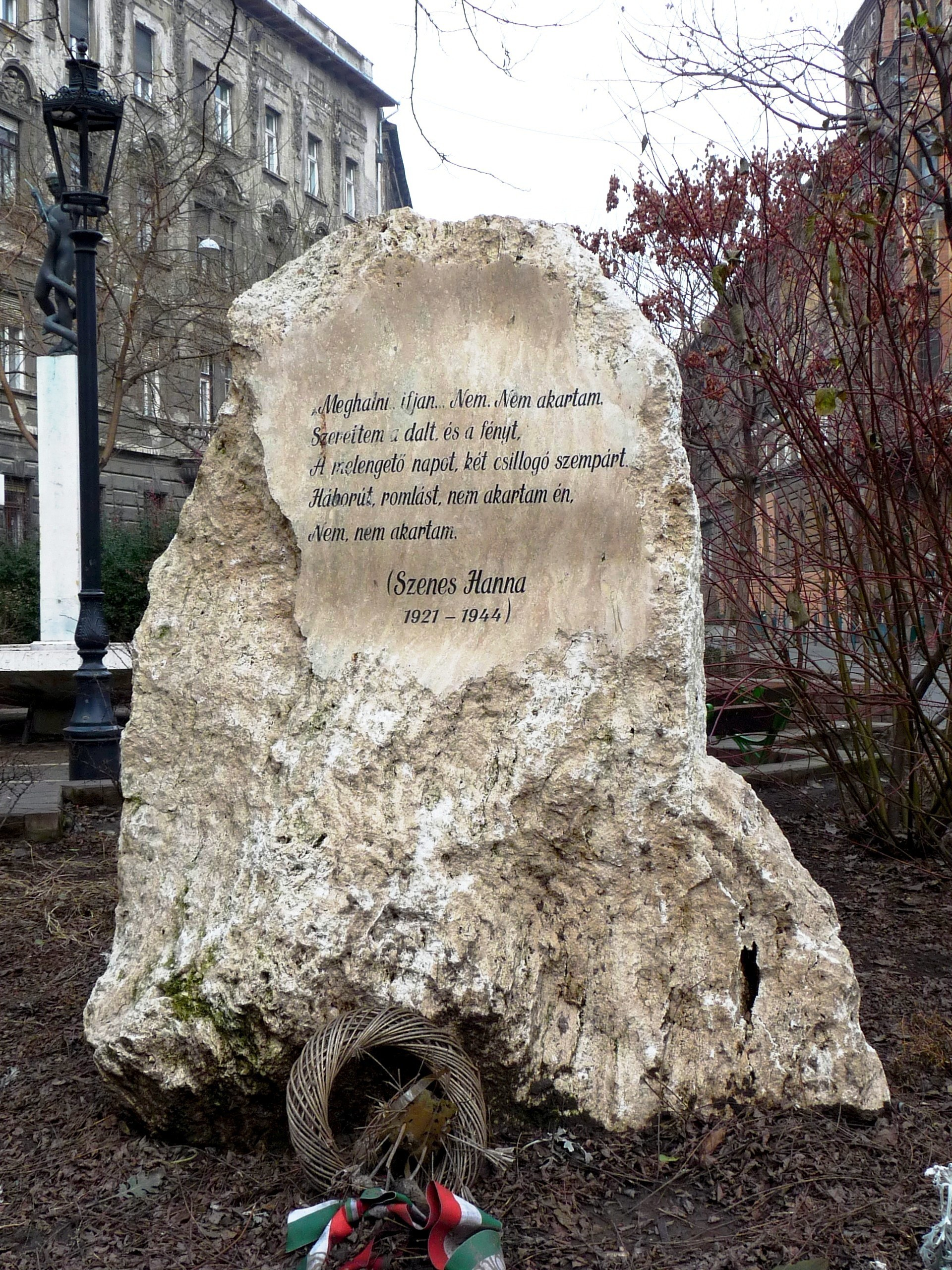
Мемориал в Будапеште

Хана Сенеш считается национальной героиней Израиля, иногда её называют «израильской Жанной д’Арк». Именем Ханы Сенеш назван кибуц на границе с Самарией, улицы в ряде городов страны и другие объекты. До образования Государства Израиль её имя носил корабль, доставлявший в Палестину нелегальных еврейских беженцев. Её саму и стихотворение «Эли, Эли» знает каждый израильский школьник.
В 1950 году прах Ханы Сенеш был перевезён в Израиль и с воинскими почестями перезахоронен на горе Герцля в Иерусалиме. 7 ноября 2007, через 63 года после гибели памятник Хане Сенеш с еврейского кладбища в Будапеште также был перевезён в Израиль. В церемонии установки памятника в кибуце Сдот-Ям приняли участие племянники Ханы Давид и Эйтан Сенеш, а также член правительства Израиля Ами Аялон, чей дядя Йона Розен принимал участие вместе с Ханой в десантной операции в Европе.
В кибуце Сдот-Ям создан «Дом-музей Ханы Сенеш», он включён в национальный культурно-исторический проект «Наследие» и финансируется правительством Израиля. Музей принимает 15 тысяч посетителей в год. 13 октября 2010 года в Музее еврейского наследия в Нью-Йорке открылась экспозиция, посвящённая Хане Сенеш, на которой впервые представлены материалы из её личного архива, который был передан на хранение музею её племянниками.
На родине Ханы Сенеш в Будапеште в её честь названа средняя школа и парк (венг. Szenes Hanna Park), в котором установлен памятник. Имя Ханы Сенеш носит также частная еврейская школа в Бруклине (Нью-Йорк).
2—4 сентября 2010 года в Будапеште состоялись совместные показательные выступления израильских и венгерских парашютистов в память о Хане Сенеш. В торжественном приёме по этому случаю принял участие двоюродный брат Ханы, писатель и композитор Иван Сенеш.
Подвиг Ханы Сенеш уже вскоре после создания государства Израиль вошёл в школьные программы, причём не только в стране. Беллетризованная биография Ханы Сенеш для детей была написана на иврите Аароном Мегедом в 1957 году (предназначенный для еврейских школ Канады перевод на идиш был опубликован в Монреале в 1969 и 1972 годах). Аналогичные публикации были предприняты в рамках светских программ школьного обучения на идише и в других школьных системах еврейской диаспоры, например, в Аргентине (1948), США (1954) и Мексике (1960). Биография Ханы Сенеш была позднее рекомендована для общеобразовательных программ в государственных школах США и издана для этой цели в серии библиотеки школьника.

### В искусстве
О Хане Сенеш было написано множество книг, в том числе для детей и подростков (включая даже комиксы), поставлен ряд театральных спектаклей и снято несколько фильмов. Она упоминается во многих произведениях, некоторые поэты посвящают ей свои стихи.
Книга «Хана Сенеш. Жизнь, миссия и героическая смерть», включающая её дневник, письма и литературное наследие, а также ряд статей-воспоминаний о ней, составленная лично знавшим её по кибуцу историком Моше Бреславским, впервые вышла на иврите в 1946 году. С тех пор она выдержала десять переизданий, переведена на венгерский (1954), испанский (1966), английский (1971), русский (1975) и другие языки. Уже в 1948 году в Буэнос-Айресе была на идише опубликована драма чилийского литератора Пинхоса Бицберга «Хана Сенеш, еврейская героиня». Документальная пьеса «Хана Сенеш» (1958) Аарона Мегеда, знавшего героиню по кибуцу Сдот-Ям, через год после публикации была поставлена в Монреале на идише режиссёром Дорой Вассерман. В 1979 году о подвиге Ханы Сенеш был поставлен музыкальный спектакль «Крылья» (стихи Исраэля Элираза, музыка Марка Копытмана, хореография Анна Соколов).
В феврале 1986 года Каталин и Гиора Сенеш присутствовали на премьере пьесы Давида Шехтера, посвящённого Хане. Её роль сыграла американская актриса Лори Вильнер. В 1988 году израильский режиссёр Менахем Голан снял полнометражную кинодраму «Война Ханы». Роль Ханы Сенеш сыграла голландская актриса Марушка Детмерс.
В 1994 году Гиора Сенеш обращался в Верховный суд Израиля с требованием убрать из трёхсерийного телевизионного фильма о Рудольфе Кастнере намёк, что Хана Сенеш выдала полиции местонахождение двух своих товарищей, как ложную и порочащую её память информацию. Суд отказал в удовлетворении петиции на основании принципа свободы слова. Однако Управление радио- и телевещания убрало из фильма данное утверждение.
В 2008 году режиссёр Роберта Гроссман (США) сняла документальный фильм «Благословенна спичка: жизнь и смерть Ханы Сенеш» (англ. Blessed Is the Match: The Life and Death of Hannah Senesh, по строке из стихотворения Ханы Сенеш «Благословенна спичка…», написанного в Югославии). Фильм основан на переписке Ханы и её матери. Роль Ханы сыграла Мери Рот, роль Катерины — Марина Ноенкова.

### Образ Ханы Сенеш в еврейском национальном самосознании

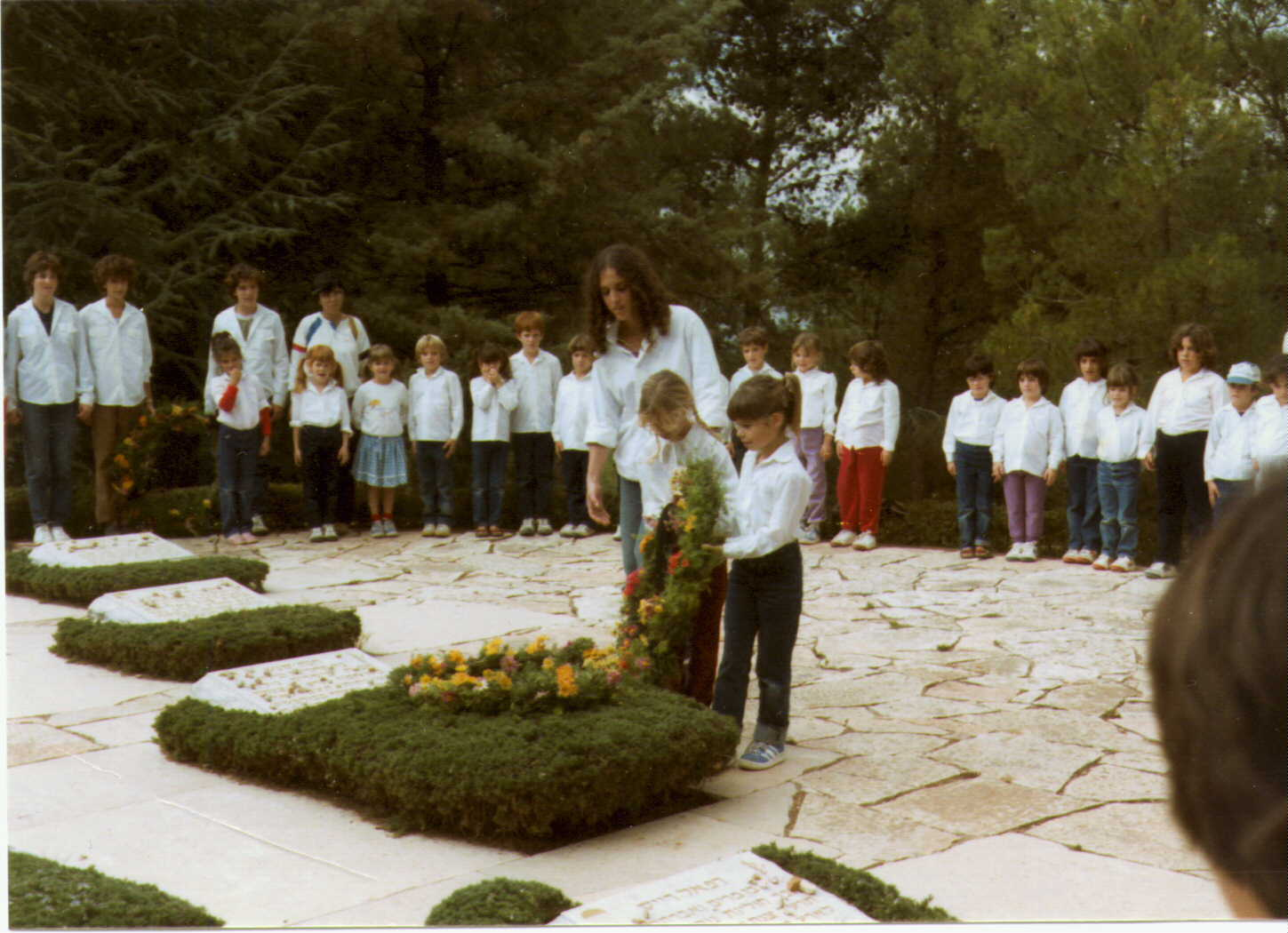
Церемония возложения венков в годовщину гибели Ханы Сенеш. 7 ноября 1989

Ряд современных исследователей полагает, что в национальном самосознании в Израиле и в сионистском движении произошла канонизация образа Ханы Сенеш — единственной из семи погибших еврейских парашютистов из подмандатной Палестины.
Героический образ Ханы Сенеш сыграл важную роль в еврейском образовании в США 1950-х годов. В частности, в 1955 году еврейский комитет образования Нью-Йорка рекомендовал для летних лагерей три книги по теме Холокоста: о Хане Сенеш, о восстании в Варшавском гетто и о нелегальной иммиграции евреев в Палестину. Учебные материалы того времени подчёркивали героизм евреев и их стремление сражаться с нацистами.
Комментируя активную популяризацию образа Ханы Сенеш, израильский историк Йехиам Вайц считает, что она была связана с необходимостью показать вклад ишува в борьбу с нацизмом на фоне сопротивления в еврейских гетто. Это привело к тому, что имя Ханы Сенеш более известно в Израиле, чем имена подпольщиков гетто, таких как Цивия Любеткин, Хайка Гроссман и Ружка Корчак. Руководитель кафедры еврейской литературы Тель-Авивского университета Дан Лаор пишет, что героический образ Ханы Сенеш целенаправленно создавался как противопоставление пассивной реакции еврейских масс и «отрицание диаспоры». Он также уделяет внимание конфликту вокруг телевизионной пьесы о Кастнере, где содержались ложные и порочащие сведения о Сенеш, и рассматривает это как конфликт между двумя принципиально разными подходами к героизации катастрофы европейского еврейства.
Историк Джудит Тайдор Баумел из университета Бар-Илана, разбирая использование героизма Ханы Сенеш в создании коллективной национальной памяти в Израиле, различает несколько этапов в канонизации образа героини. В подмандатной Палестине о подвиге Ханы Сенеш и других погибших парашютистов стало известно весной 1945 года. Первоначально их память была увековечена непосредственно в кибуцах и политических организациях, к которым они принадлежали до отправки. Только после образования Государства Израиль начались попытки общенациональной канонизации погибших парашютистов. При этом, несмотря на её относительно недавнюю репатриацию, культ памяти Ханы Сенеш строился как пример героизма жителей ишува (даже сабр) и вне всякой связи с Холокостом. Только когда с конца 1950-х годов двойственное отношение к жертвам Холокоста в стране постепенно начало меняться, образ Ханы Сенеш стал до определённой степени рассматриваться в контексте как израильского, так и общееврейского героизма. Как отмечает Рути Глик (тоже из университета Бар-Илана), несмотря на казалось бы полную канонизацию подвига Ханы Сенеш, её дневники и письма до сих пор не были полностью переведены на иврит и издаются с купюрами. Так, пассажи о трудностях адаптации на новой родине и интеграции в новую культурно-лингвистическую среду опущены во всех современных изданиях дневников Ханы Сенеш на иврите.

## Комментарии
1. ↑  Палги и Гольдштейн были захвачены немцами в Будапеште, Гольдштейн погиб в концлагере, Палги бежал и выжил.
2. ↑  В 1994 году Конституционный суд решил (постановление 2/1994 (I. 14.)), что пункты 1—4 и 6 параграфа 11, а также пункты 1 и 3—7 параграфа 13 оригинальной нормы права антиконституционные, потому что они нарушают запрет на наказание с приданием закону обратной силы. Этим решением Конституционный суд значительно ограничил понятия военных преступников и военного преступления. См. Magyar Közlöny, 14 января 1994.
3. ↑  BFL XXV. 2.b-1946. Дьюла Шимон родился 11 ноября 1913 г. в Тереккоппань. Получил юридическое образование. С 1936 года профессиональный военный, лейтенант, с 1942 года старший лейтенант. Провёл один год на фронте, потом служил в Пече. С начала 1944 года отправлен в Будапешт военным судьёй в звании капитана.
4. ↑  Иван Сенеш умер через несколько дней после этого мероприятия — 13 сентября 2010 года.
5. ↑  Конфликт вокруг так называемого «дела Кастнера» продолжается десятки лет, и споры идут по сей день.